# Lecheria
Lecheria è una città del Venezuela situata a nord-est dello Stato Anzoátegui, capoluogo del Municipio Turístico Licenciado Diego Bautista Urbaneja, che forma parte integrante dell'urbanizzazione (o area metropolitana) di Anzoátegui, insieme alle città di Barcelona, Guanta e Puerto La Cruz.
Ha una popolazione stimata in 35.500 abitanti distribuiti in 12 km²; erroneamente talvolta chiamata Lecherias

## Storia
Nacque in origine col nome di San Miguel de Neverì nel 1535, ma la resistenza dei gruppi indigeni, fra i quali quelli della zona di Cumaná, fece sì che il paese fosse abbandonato già l'anno successivo dagli spagnoli; da allora servì come rotta di comunicazione per le popolazioni della zona nord-orientale dell'allora colonia spagnola.
L'attuale popolazione di Lecherìa assume importanza durante il periodo coloniale del Venezuela, alla fine del XVIII secolo, quando la corona spagnola decise di costruire il Fortino della Maddalena (Fortìn de la Magdalena), terminato nel 1799 nella penisoletta prospiciente la cittadina, denominata Cerro El Morro, per evitare gli attacchi dei pirati francesi, olandesi e inglesi contro i commercianti che incrociavano la rotta che univa Barcelona con Cumaná; successivamente, nel 1817, durante la Guerra d'indipendenza venezuelana, Simón Bolívar occupò tale forrtino per breve tempo, nella battaglia contro i realisti filo-spagnoli; successivamente venne conquistato dai patrioti durante la presa da parte del Generale Rafael Urdaneta
Verso la metà del XIX secolo si trasformò in una zona di allevamenti, in particolare di capre, producendo latte per la florida popolazione di Barcelona, tanto che da allora venne chiamata Lecheria (Latteria); già all'inizio del XX secolo venne fondato un consorzio di pescatori in quello che oggi è il centro della città, essendo predominante l'attività ittica.
Il 12 settembre 1967, Daniel Octavio Camejo fondò la Compañia Anonima para el Desarrollo de la Zona Turística de Oriente (CAZTOR), con l'intenzione di creare uno sviluppo turistico della regione in grande scala. Così si decise di costruire, su una superficie di 900 ettari, dal Cerro El Morro fino alla vecchia salina di El Magüey e El Paraíso, più di 20 km di canali artificiali. Lo sviluppo di questa zona originò l'incremento e costruzione di altre zone urbane (Urbanizaciones) di Lecheria, oltre a centri commerciali, locali commerciali, piazze e aree pubbliche, nonché l'insediamento di alcune filiali e uffici commerciali di grandi compagnie. La sua ubicazione è strategicamente favorevole, essendo posta tra le città di Barcelona e Puerto La Cruz, che fecero sì da velocizzare la crescita della città dall'inizio degli anni novanta.

## Luoghi di interesse
- Centro Commerciale Plaza Mayor
- Centro Commerciale Caribbean Mall

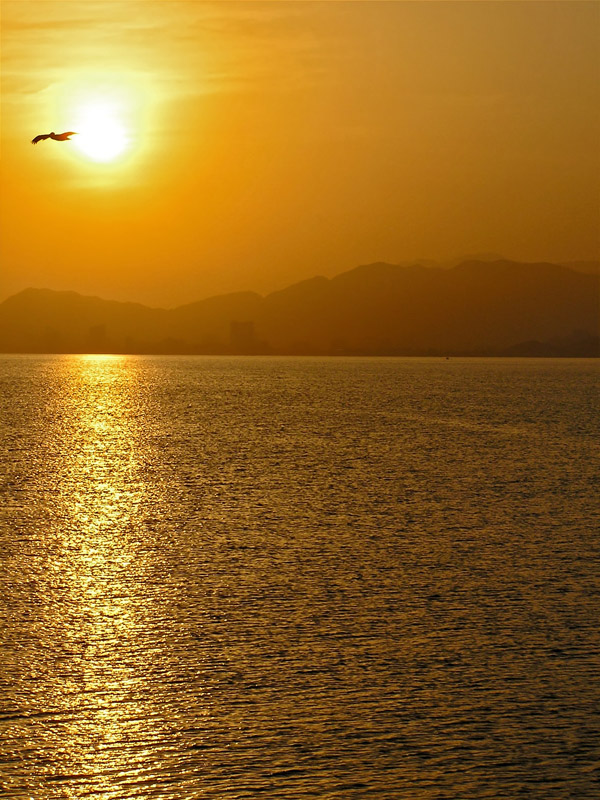
Lechería al Amanecer

- Fortino della Maddalena; ubicato nella zona del Morro, più conosciuto (per la sua posizione) come Il Morro di Lecheria, è uno dei posti più "mistici" della regione orientale, dove si congiungono in maniera perfetta bellezze naturali e leggende storiche. Dal XVI secolo, gli spagnoli studiavano la possibilità di costruire un castello nella montagna denominata Cerro El Salado (attuale Cerro Venezuela), come difesa stanziata alla foce del fiume Neverì, ove era situato il porto fluviale di Barcelona che, durante l'epoca coloniale spagnola, fu assaltato diverse volte dai pirati inglesi e olandesi. Dopo vari studi, il Re di Spagna decise di installare a 38 m s.l.m., nel Morro di Barcelona, lo storico Fortino della Maddalena. Nel 1794 vennero chiamati a realizzarlo Don Francesco Jacot e l'ingegnere militare Don Casimiro Isava Oliver, che iniziarono la costruzione, la quale costò, all'epoca, la cifra di 2.593 pesos e 6 reales. I lavori di realizzazione del Fortino della Maddalena terminarono già nel 1799.
- Museo Dimitrios Demu
- Cerro El Morro
- Boulevard Playa Lido e Los Canales
- Plaza Bolívar
- Complesso Turístico El Morro (Playa Cangrejo); l'accesso di un viale asfaltato di 300 metri che si dirama dal viale principale. Spiaggia semi caraibica lunga 1,9 km per 25 m di acqua torbida, alla temperatura di 31°, spiaggia fine di colore ocra e grigia. La vegetazione presente è di palme e uva di spiaggia. L'attività principale è connessa alla balneazione per la sua tipologia di sole e spiaggia. È frequentato sia dei turisti che dai residenti che la utilizzano intensivamente; la  spiaggia è dotata di servizi vari, come market alimentari, rivendite di bibite, ecc. e, nella parte esterna, di lussuosi alberghi e centri commerciali. La parte esterna del complesso è composta da edifici che hanno, negli anni, ristretto la visuale sul mare. Vicino a quest'attrazione si trova la Playa Cangrejo (Spiaggia dei granchi), e Playa Dorada (Spiaggia dorata). È considerato il centro della città di Lecheria, la quale appare nella sua forma turistica integrale. La strada che unisce queste due spiagge è la Avenida Peninsula, strada che porta direttamente verso il Cerro El Morro. Nel complesso turistico El Morro predominano principalmente i canali e le costruzioni tipiche a palafitte, mentre al Cerro El Morro si può avere una ottima visuale della baia di Pozuelos, da Puerto La Cruz fino alla base del Cerro El Morro.